# Aigel
Aigel (in russo Аигел?) è un duo musicale russo formatosi nel 2016. È costituito dalla cantante Ajgel Gajsina e dal produttore Il'ja Baramija.

## Storia del gruppo
Originatosi nel 2016, il duo ha tenuto i primi concerti sia a Mosca che a San Pietroburgo all'inizio del 2017. Il loro primo album in studio 1190 è stato pubblicato qualche mese più tardi, mentre il secondo LP è uscito nel 2018, dal titolo Muzyka. Hanno fatto il loro debutto televisivo a Večernij Urgant esibendo Tatarin nell'ottobre 2017.
Il terzo album, intitolato Ėdem, è uscito nel 2019. Il duo è salito alla ribalta con Pıyala, quarto LP, contenente la hit omonima: promossa da un video a suo supporto, è stata utilizzata come colonna sonora della serie TV Slovo pacana. Krov' na asfal'te. Nonostante il nome del duo sia stato escluso dai titoli di coda poiché si è dimostrato dissidente all'invasione russa dell'Ucraina, commercialmente il brano è stato quello più consumato in Lettonia per due settimane consecutive, nonché il primo in tataro a raggiungere il vertice della classifica globale di Shazam. Ha inoltre esordito nella top 50 della Singlų Top 100.
Nel marzo 2025 sono ritornati sulle scene musicali col quinto disco Killer Qız, prevalentemente in tataro e anticipato dall'estratto radiofonico omonimo.

## Discografia

### Album in studio
- 2017 – 1190
- 2018 – Muzyka
- 2019 – Ėdem
- 2020 – Pıyala
- 2025 – Killer Qız

### Album di remix
- 2022 – Remixed

### Colonne sonore
- 2021 – OST topi

### Raccolte
- 2025 – TikTok Versions

### Singoli
- 2017 – 1190
- 2017 – Buš baš
- 2017 – Ėto ja
- 2017 – RMX
- 2017 – Svidanka
- 2017 – Tanja
- 2019 – Na našej storone
- 2019 – Idëm na kanco
- 2019 – Čëtkij
- 2020 – 2 nedeli
- 2020 – Tatarin
- 2020 – Ofigenno
- 2020 – Ul
- 2021 – Čykma sudan (feat. Ildar Vargan)
- 2021 – Koža
- 2021 – Kolečko (con Zventa Sventana)
- 2022 – Mir spasët krasota
- 2022 – Okeaničeskoe dno
- 2022 – Gaz
- 2023 – Dal'še tol'ko chuže
- 2023 – Čudo
- 2023 – Vnutri ubijcy
- 2023 – Pıyala
- 2024 – Otec (con Samoe Bol'šoe Prostoe Čislo)
- 2024 – Bez nastroenija (con Dakooka)
- 2024 – Profig (con Dakooka)
- 2024 – Detskoe more
- 2024 – Moja ljubov'
- 2025 – Killer Qız